# メルツァリオ・A4
メルツァリオ・A4 (Merzario A4) は、メルツァリオが開発した最後のフォーミュラ1カー。このマシンはドイツのカウーゼンが開発に失敗したマシンを基にしていた。1979年のF1世界選手権に投入されたが、いずれも予選通過できなかった。A4はノンタイトル戦のみに参加している。

## 背景
イタリアのレーサー、アルトゥーロ・メルツァリオは1972年から1976年までスクーデリア・フェラーリ、フランク・ウィリアムズ・レーシングカーズ、マーチ・エンジニアリングからF1に参戦した。マーチとの契約は1976年で終了し、1977年からはマーチのカスタマーマシンを用いて自チームでの参戦を始める。その時に用いた車はマーチ・761Bとされるが、実際には76年シーズンにヴィットリオ・ブランビラがファクトリーチームで使用した761/1であるとされ、別の資料ではシャシーは75年シーズンの751で、ボディだけが76年シーズンの新しいボディであったとされる。マーチが77年をもってフォーミュラ1への関与を取りやめ、カスタマーマシンのサポートも中止されたため、メルツァリオはF1での活動を継続するため独自のレースカーを設計することにした。メルツァリオの最初のモデル、A1は2台製作された。最初の車であるA1/1は、技術的にはマーチ・761Bの複製であったが、そのボディは独特の物であった。2台目の車、A1/2はメルツァリオの所有する古いマーチ・761Bのモノコックを流用し、ボディはA1/1の物が使用された。2種類のA1はいずれも成功作とは言えなかった。このシーズンはグラウンド・エフェクト・カーの支配が見込まれていた。技術的コンセプトが1975年に遡る旧式のA1は、これらの要件を満たしていなかった。チームが1979年シーズンに向けて開発したメルツァリオ・A3は、競争力を高めることはできなかった。サイドボックスにはウィングのプロファイルがあったが、面積が小さいためほとんど効果が無かった。技術的な制限の要因はマーチ・761Bから続く異常に広いモノコックであった。A3は1979年シーズン、5戦に参戦したがいずれも決勝進出はできなかった。メルツァリオは車をあきらめた。
その代わり、1979年5月末にチームはドイツのヴィリー・カウーゼン・レーシングチームからシャシーと多くの装備を引き継いだ。カウーゼンはスペインとベルギーの2グランプリに参加後、活動を停止していた。カウーゼン・WK5は当初からウィングカーとして設計されていたため、メルツァリオは短時間に合理的な価格で現代的なシャシーを手に入れる機会とみていた。WK5はとりわけ、メルツァリオの旧式なマシンよりも遥かに狭いモノコックを持っていた。しかしながらカウーゼンもメルツァリオ・A3同様出場したグランプリでいずれも予選を通過することはできなかった。ヴィリー・カウーゼンはマシンをレースの素人に開発させており、マシンは「失敗作」と見なされていた。メルツァリオはこの出来の悪いシャシーを改良し、メルツァリオ・A4の名で1979年の夏から投入した。しかしながら、成功することはできなかった。
アルトゥーロ・メルツァリオは1979年後半に発表したA4を改良し、メルツァリオ・A5として1980年シーズンに参戦しようとしたが、資金調達に失敗した。代わりにメルツァリオはフォーミュラ2のレギュレーションでマシンを製作し、1980年のヨーロッパF2選手権に参戦した。メルツァリオはマシンをフォーミュラ1でも使用できるよう設計したと語った。しかし、F1への参戦は叶わなかった。
メルツァリオによるカウーゼンの買収は理解不可能だとされ、部分的に嘲笑された。ある者はモータースポーツ史上最も馬鹿げたアイディアであるとした。モータースポーツ歴史家のデヴィッド・ホッジスは、あるチームのミスを別のチームに移すというのは目的が理解できないと評した。

## カウーゼン・WK5
メルツァリオ・A4はカウーゼン・WK5の改訂版である。WK5は1978年から1979年にかけてカウーゼンが製作した一連のフォーミュラ1カーの最後のモデルであった。チームマネージャーのヴィリー・カウーゼンは、アーヘン応用科学大学の空気力学の専門家、ハンス・J・ゲルハルト教授、カール・クレーマー、エドゥアルト・イェーガーをプロジェクトに迎え、ここにフォードのエンジニアであったクラウス・カピッツァが加わった。彼らのいずれもレーシングカーの設計経験は無かった。チームはマシンの概念としてロータス・78に焦点を当てた。シャシー設計者は元ポルシェのエンジニアクルト・シャベックであった。最初のプロトタイプ、カウーゼン・WK1とWK2は車長が極端に短く、リアウィングが後部車軸に取り付けられたような珍しい特徴を持っていた。フロントウィングは装着されなかった。1979年シーズン実際に使用されたのはWK4とWK5であったが、これらはプロトタイプよりもはるかに一般的なデザインであった。技術的にはコスワースのエンジン、ヒューランドのギアボックス、コニのサスペンションを購入して組み合わせたシンプルなマシンであった。

## メルツァリオ・A4
アルトゥーロ・メルツァリオはレーシングカーデザイナーのジャンパオロ・ダラーラにカウーゼン・WK5を改造するよう依頼した。主な外部の特徴は、コスワース8気筒を完全に隠した新しいエンジンカバーであった。それは非常に背が高く、ロールバーの一部が含まれた。全体として、A4のボディは非常に滑らかで清潔な印象を与えた。技術的には大きな違いは無かった。WK5のアルミモノコックは変わらず、ダラーラがサスペンション構造の変更を仮定してもそれは意味が無かった。メルツァリオの以前のモデルはそれぞれコクピットの周りにいくつかの小さな燃料タンクを配置していたが、A4ではドライバーとエンジンの間に一体式のガソリンタンクが配置された。エンジンは引き続いてコスワースDFVが搭載された。

## レース戦歴
A4の唯一のドライバーはチームのボスであったアルトゥーロ・メルツァリオであった。彼は予選の壁を越えることができず、このシーズン出場した全てのグランプリで予選落ちした。1つの例外を除いて、彼はいつも予選で最も遅いドライバーだった。A4は7月のイギリスグランプリでデビューしたが、予選ではハンス＝ヨアヒム・スタックのATSよりも2秒遅く、ポールシッターのアラン・ジョーンズのウィリアムズからは7秒も遅かった。ドイツグランプリでは予選通過タイムから6秒遅く、ポールシッターのジャン＝ピエール・ジャブイーユのルノーから13秒も遅かった。オーストリアグランプリでメルツァリオはプラクティス中のアクシデントでA4を破損した。彼は旧型のA3にマシンを交換してプラクティスを続けたが、通過タイムよりも5秒遅く予選落ちした。ヨーロッパラウンド終盤に入ると僅かに改善の兆しが見られた。オランダとイタリアでは予選通過タイムから2.5秒遅れとなり、イタリアではヘクトール・レバークのレバーク・HR100よりタイムを上回った。しかしながら海を渡ったアメリカとカナダでは再び予選通過タイムから大きく離されることとなった。
メルツァリオ・A4が唯一決勝に出場したレースは1979年にイモラで行われたグランプレミオ・ディ・ディーノ・フェラーリで、これはイタリアグランプリの翌週に行われたノンタイトル戦であった。エントリーしたマシンは16台のみで、A4は自動的に予選を通過することとなった。メルツァリオは13番グリッドからスタートし、11位から2周遅れの最下位でゴールした。

## F1における全成績
(key) （太字はポールポジション）
| 年     | チーム       | エンジン             | タイヤ | ドライバー                 | 車番 | 1   | 2   | 3   | 4   | 5   | 6   | 7   | 8   | 9   | 10  | 11  | 12  | 13  | 14  | 15  | ポイント | 順位 |
| ------ | ------------ | -------------------- | ------ | -------------------------- | ---- | --- | --- | --- | --- | --- | --- | --- | --- | --- | --- | --- | --- | --- | --- | --- | -------- | ---- |
| 1979年 | メルツァリオ | コスワース DFZ V8 NA | G      |                            |      | ARG | BRA | RSA | USW | ESP | BEL | MON | FRA | GBR | GER | AUT | NED | ITA | CAN | USE | 0        | -    |
| 1979年 | メルツァリオ | コスワース DFZ V8 NA | G      | アルトゥーロ・メルツァリオ | 24   |     |     |     |     |     |     |     |     | DNQ | DNQ | DNQ | DNQ | DNQ | DNQ | DNQ | 0        | -    |

## 参照
1. ↑  Ubersicht uber die einzelnen Exemplare des March 761 auf der Internetseite www.oldracingcars.com (abgerufen am 23. Oktober 2017).
2. 1 2  Abriss uber die Geschichte des Teams Merzario auf der Internetseite www.f1rejects.com (archivierte Version), abgerufen am 23. Oktober 2017.
3. ↑  Doug Nye: Das grose Buch der Formel-1-Rennwagen. Die Dreiliterformel ab 1966. Verlagsgesellschaft Rudolf Muller, Koln 1986, ISBN 3-481-29851-X, S. 216.
4. ↑  Adriano Cimarosti: Das Jahrhundert des Rennsports, Motorbuch Verlag Stuttgart 1997, ISBN 3-613-01848-9, S. 293.
5. ↑  Heinz Pruller: Knall und Fall. Auto Motor und Sport. Heft 6, 1987, S. 288.
6. 1 2  Geschichte des Willi Kauhsen Racing Teams auf der Internetseite www.f1rejects.com (archivierte Version) (abgerufen am 9. November 2017).
7. 1 2  David Hodges: Rennwagen von A-Z nach 1945, Stuttgart 1993, ISBN 3-613-01477-7, S. 190.
8. ↑  Geschichte der Formel-1-Autos von Kauhsen auf der Internetseite www.oldracingcars.com (abgerufen am 9. November 2017).
9. 1 2  Doug Nye: Das grose Buch der Formel-1-Rennwagen. Die Dreiliterformel ab 1966. Verlagsgesellschaft Rudolf Muller, Koln 1986, ISBN 3-481-29851-X, S. 193.
10. ↑  http://www.research-racing.de/kauhsenf1.htm Geschichte des Willi Kauhsen Racing Teams auf der Internetseite www.research-racing.de (abgerufen am 9. November 2017).